# 967 (szám)
A 967 (római számmal: CMLXVII) egy természetes szám, prímszám.

## A szám a matematikában
A tízes számrendszerbeli 967-es a kettes számrendszerben 1111000111, a nyolcas számrendszerben 1707, a tizenhatos számrendszerben 3C7 alakban írható fel.
A 967 páratlan szám, prímszám. Jó prím. Normálalakban a 9,67 · 102 szorzattal írható fel.
Mírp. Pillai-prím.
A 967 négyzete 935 089, köbe 904 231 063, négyzetgyöke 31,09662, köbgyöke 9,88877, reciproka 0,0010341. A 967 egység sugarú kör kerülete 6075,84019 egység, területe 2 937 668,733 területegység; a 967 egység sugarú gömb térfogata 3 787 634 219,6 térfogategység.
A 967 helyen az Euler-függvény helyettesítési értéke 966, a Möbius-függvényé −1.